# Bucura Dumbravă
Fanny Seculici, születési nevén Františky Jozefíny Szekuliszovej, írói álnevén Bucura Dumbravă részben magyar származású román írónő, hegymászó, társadalmi aktivista, teozófus, Erzsébet román királyné udvarhölgye. Íróként román vonatkozású történelmi regényeket és útikönyveket írt. A romániai természetjárás egyik úttörője, román turistaszervezetek társalapítója.

## Életpályája
Német kultúrában nevelkedett (anyja német, apja magyar-szlovák származású volt), anyanyelvének is a németet tartotta. Szülei jó kapcsolatokat ápoltak a szintén német származású Károly román fejedelemmel, így a család 1873-ban Bukarestbe, a Román Királyságba költözött. Egy szinajai vakációja során a 15 éves Seculici felolvasta néhány saját, német nyelvű versét Erzsébet román királynénak. A királyné Carmen Sylva írói álnév alatt maga is írt verseket és prózát, és úgy döntött, hogy pártfogásába veszi a tehetséges lányt: támogatta oktatását egy jó nevű bukaresti német középiskolában (ahol a lány nemcsak románul, de franciául és angolul is megtanult), gyakran hívta meg magához a Peleș-kastélyba, bejáratossá tette a királyi udvarba, és megszerettette vele a természetet, a román irodalmat és néphagyományokat.
Seculici már fiatal korától számos jótékonysági, társadalmi, és kulturális programot támogatott: megalapította a szegény gyermekeket segítő Tibișoiul alapítványt, vasárnapi iskolát szervezett, társalapítója volt a Regina Elisabeta kórháznak. 1895-ben társalapítója volt a Szinajai Kárpát-Egyesületnek, 1921-ben a Hanul Drumeților turistaszervezetnek. 1905-ben megalapította a Chindia szervezetet, mely a román néphagyományokat, táncot, népviseletet népszerűsítette. Nevéhez köthető a romániai cserkészmozgalom előmozdítása is. Ezeken felül tehetséges zongorista is volt, a Peleș-kastélyban többször adott zongoraestet, és a fiatal George Enescu és Dimitrie Dinicu előadásait is ő kísérte.
Ő volt az első román női alpinista: első nőként jutott fel az Omu-csúcsra. 1923-ban megmászta a Matterhornt, 1925-ben pedig a Mont Blanc egyik gleccserét.
Seculici fogékony volt az okkult tanok iránt, tagja volt a Kelet Csillaga szabadkőműves rendnek, Radu Cernătescu szerint pedig még a Chindia hagyományőrző szervezet is egy szabadkőműves páholy paravánja volt. Később az ind filozófia és a Helena Blavatsky által alapított teozófia kezdte érdekelni, és 1925-ben megalapította a Teozófiai Társulat romániai szekcióját. Ugyanebben az évben Adyarba (ma Csennai része) utazott a Teozófiai Társulat konferenciájára, ahol Dzsiddu Krisnamúrtival is találkozott. A visszaúton maláriában megbetegedett, Port Szaídban leszállították a hajóról és kórházba vitték, ahol hamarosan meghalt.

## Írói munkássága
Erzsébet királyné tanácsára Seculici felvette a Bucura Dumbravă írói álnevet: a Bucura a Bukura-tóra utal, a dumbravă jelentése fiatal erdő.
Első könyveit német nyelven írta. Az 1908-ban megjelent Der Haiduck Iancu Jianu hajdúról szól, és egy tervezett történelmi témájú trilógia (Hullámtörő) első része. A Der Pandur 1912-ben jelent meg, főszereplője Tudor Vladimirescu. A trilógia harmadik könyve Gheorghe Lazărről szólt volna, azonban a kéziratot Seculici egyik barátja egy félreértés következtében elégette, és az írónőnek nem volt energiája, hogy újrakezdje a regényt.
1920-ban kiadta a román nyelven írt Cartea munților (A hegyek könyve) művét, mely turistáknak szánt tanácsokat és úti feljegyzéseket tartalmazott. Ez legnagyobb példányszámban eladott műve; kritikusai a „természetjárók vademecumjaként” és a „román irodalom kertjének legszebb virágaként” jellemezték.
Irodalmi munkásságáért a király a Bene merenti-renddel tüntette ki. Németül írt könyveit rövid idővel megjelenésük után románra fordították – egyik fordítást maga az írónő dolgozta át – és figyelemre méltó népszerűségnek örvendtek. Ennek ellenére mind a román, mind a német irodalomban mellőzték: az irodalomtörténet alig foglalkozott vele, monográfia nem jelent meg róla.

### Művei
- Der Haiduck (Regensburg, 1908); történelmi regény
- Der Pandur (Regensburg, 1912); történelmi regény
- Cartea munților (Bukarest, 1920); kézikönyv, úti jegyzetek
- Ceasuri sfinte (Bukarest, 1921); mondák gyűjteménye
- Pe drumurile Indiei (Bukarest, 1927); indiai úti jegyzetek és levelek, posztumusz jelent meg

## Emlékezete
Róla nevezték el a Bucsecs-hegység második legmagasabb csúcsát, a 2503 méteres Bucura Dumbravă-csúcsot (korábbi neve Ocolitu).